# Pałac w Rokosowie
Pałac w Rokosowie – zabytkowy pałac we wsi Rokosowo (wieś w województwie wielkopolskim), w gminie Poniec.
Dawna rezydencja rodziny Mycielskich.
Obiekt w stylu neogotyku romantycznego, zbudowany dla Józefa Mycielskiego, zaprojektowany przez Friedricha Augusta Stülera w latach 1849-1854. Pałac został przebudowany około 1900 i odrestaurowany w latach 1984-1986. Charakterystyczne dla obiektu są narożnikowe, masywne wieże, krenelaż i częściowo sucha fosa wokół. Na szczycie środkowego ryzalitu umieszczony jest kartusz z herbem Mycielskich Dołęga. Z tyłu pałacu znajduje się ogród zimowy, obecnie restauracja. Całość otacza park o powierzchni 3,2 ha.
Według Marcina Libickiego rezydencja była ziszczeniem marzeń romantycznych połowy XIX wieku, zaczerpniętych z utworów Waltera Scotta, George'a Byrona, czy rodzimej twórczości Mickiewicza. Pałac połączył trendy neogotyku angielskiego i tradycję XV-wiecznej rezydencji florenckiej. W Rokosowie, po raz pierwszy w Wielkopolsce zastosowano piętrową kaplicę, przykrytą sklepieniem krzyżowym.
Po Mycielskim właścicielem pałacu został książę Adam Konstanty Czartoryski, a potem jego syn Zygmunt Czartoryski i wnuk Jan Roman Czartoryski (od 1930). W latach 2002-2023 pełnił rolę Ośrodka Integracji Europejskiej i należał do Urzędu Marszałkowskiego Województwa Wielkopolskiego. Od 2023 funkcjonuje pod nazwą Zamek Wielkopolski w Rokosowie. 

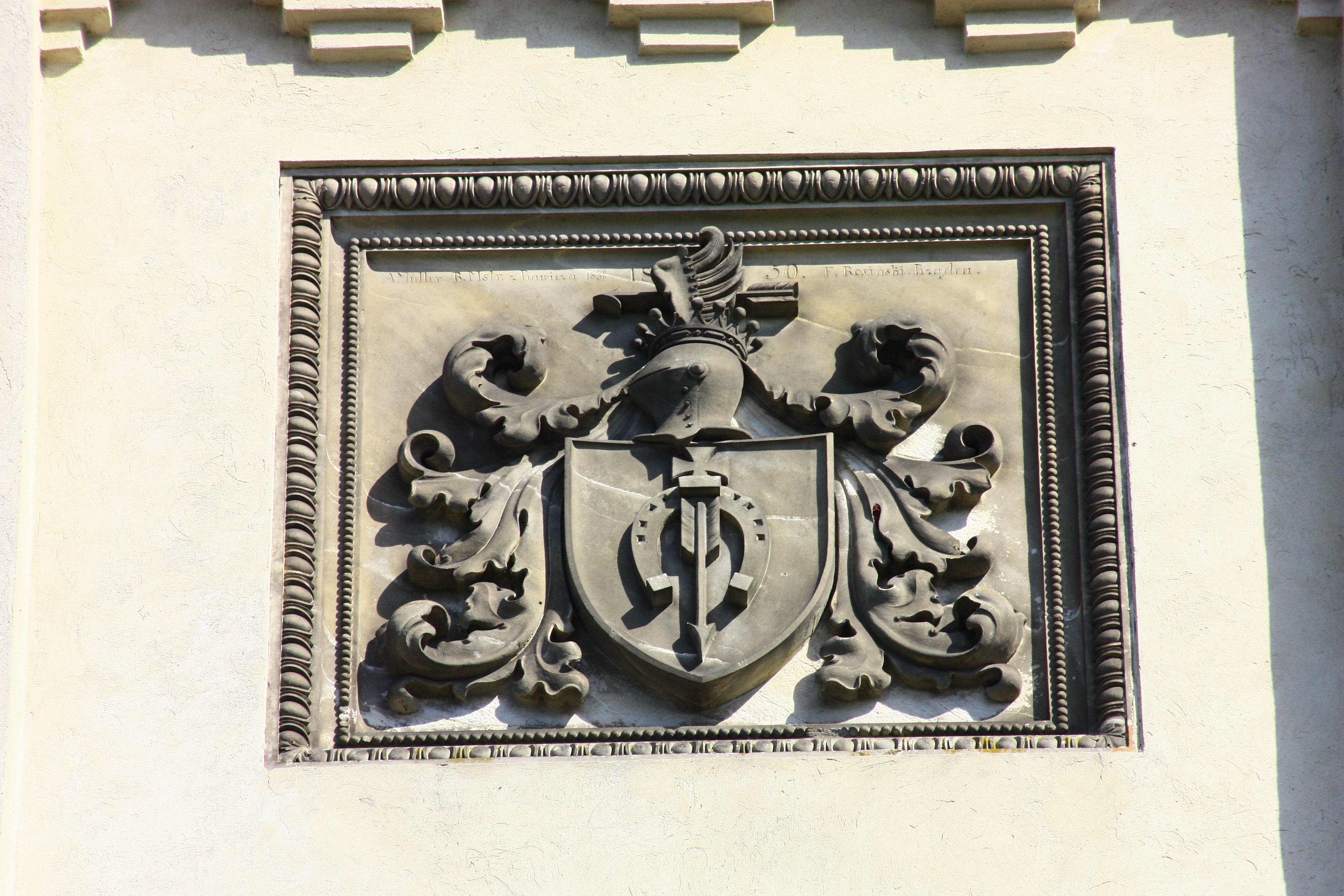
Herb Dołęga Mycielskich
Herb Dołęga Mycielskich
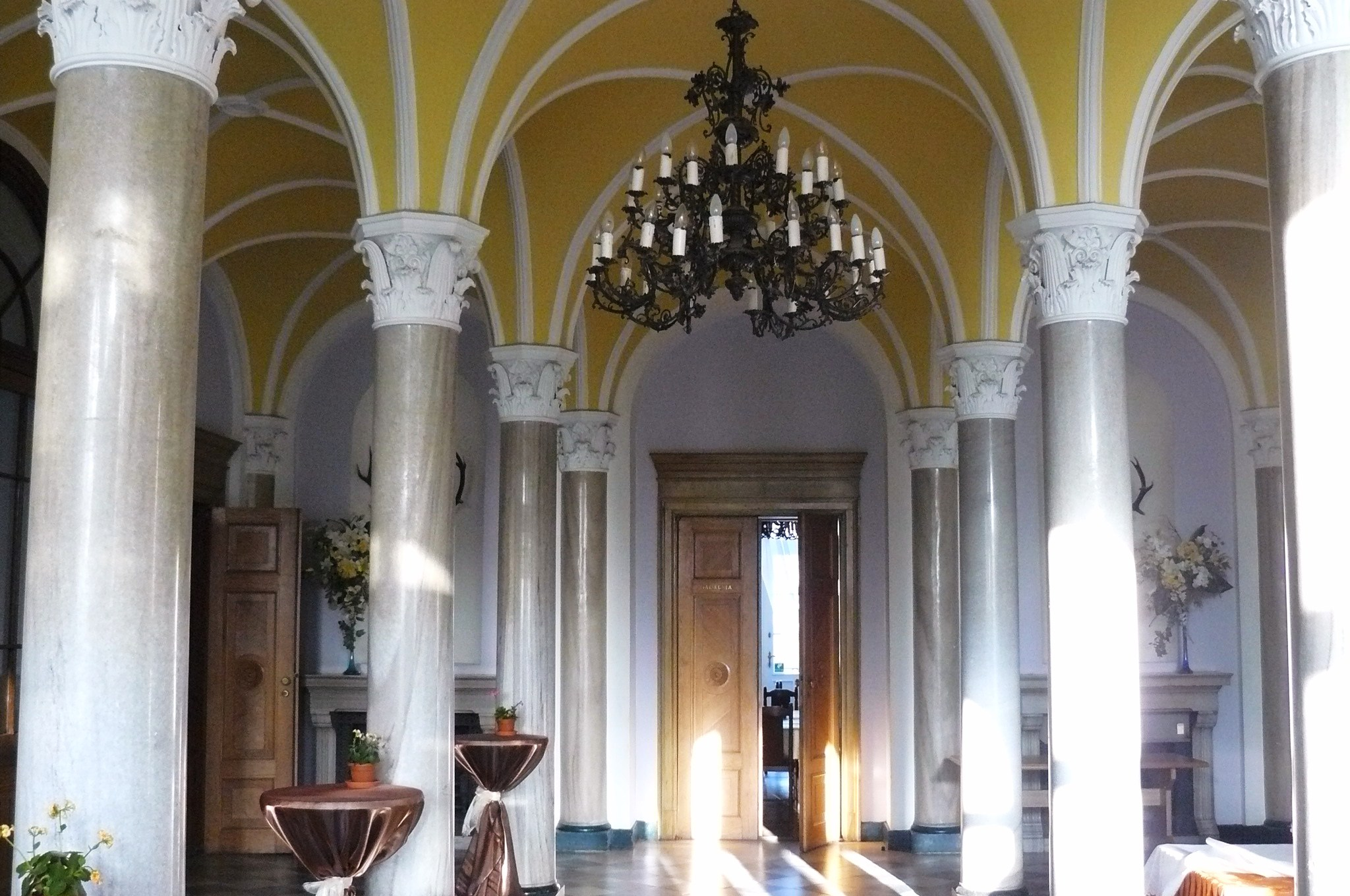
Fragment wnętrza
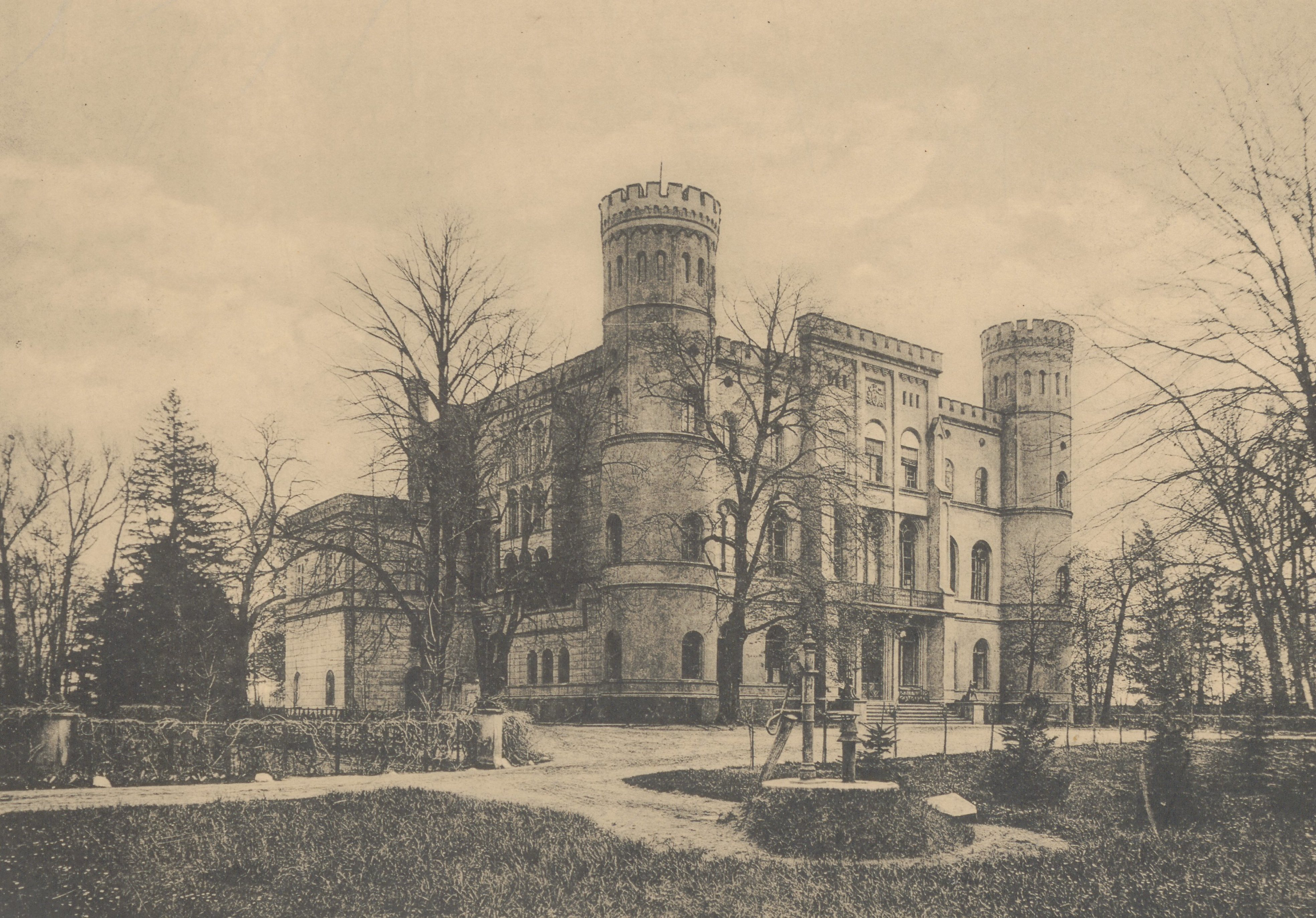
Widok pałacu przed 1912